# 原子物理学
原子物理學（英語：atomic physics）是研究原子的結構和性質及原子與電磁輻射和其它原子相互作用的科學。

## 背景

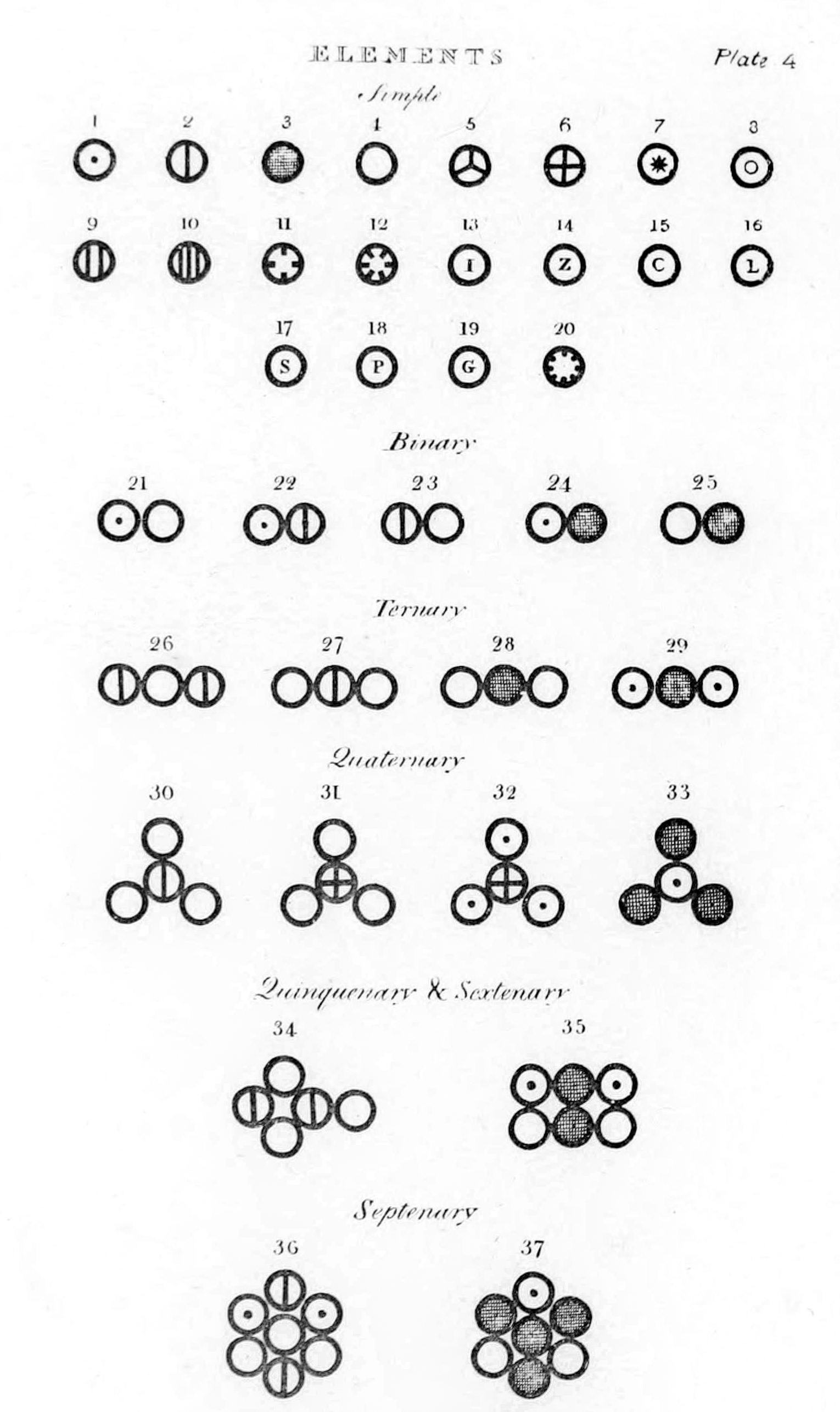
道尔顿《化学哲学新体系》一书中描述的各种原子和分子。1808年

### 原子的起源
對原子概念的記述可以上溯到古印度和古希臘。有人將印度的耆那教的原子論認定為開創者大雄在公元前6世紀提出，並將與其同時代的彼浮陀伽旃延和順世派先驅阿夷陀翅舍欽婆羅的元素思想也稱為原子論。正理派和勝論派後來發展出了原子如何組合成更複雜物體的理論。在西方，對原子的記述出現在公元前5世紀留基伯和德謨克利特的著作中。對於印度文化影響希臘還是反之，亦或二者獨立演化是存在爭議的。

### 对于光谱的研究
光谱是研究原子物理学的重要途径之一。不同元素原子光谱中谱线的发现和深入研究标志着原子物理学的开端。谱线是指光谱中细锐的峰，出现于受激发的原子（辐射或热激发的离子（参见火焰））或发光自由原子（自由原子是指气体或蒸汽状态下存在的原子，与其他原子距离足够远，相互作用可以忽略）。
在对于谱线的研究基础上，产生了波耳模型，直至现今描述原子中电子壳层结构的原子轨道模型，该模型是今天我们对于化学的所有认识的基础。这些结论并不是显而易见的，而是人们经过了一个世纪的探索，最终成功地为化学建立起坚实的基础，同时，原子物理学也在其他许多方面有着广泛的应用。

### 近代物理中的原子
1911年物理學家歐尼斯特·拉塞福實驗用α粒子穿過金箔產生的散射現象，證明原子含有直徑約10費米質量與電荷中心，完整的原子尺寸約0.1奈米。他設想原子中心為帶正電的核，核周圍有帶負電的電子做軌道運動。但根據古典力學原理，這樣的原子會因為電子發射電磁波而不穩定。而且，所發射出來的電磁波波譜不符合所觀測到的原子光譜。
這些問題在1913年被丹麥物理學家波耳改進的原子模型所解決，在波耳模型中位於特殊軌道的電子具有取決於軌道半徑才擁有特定的能量（這個能量值後來被稱作能級）。因為僅允許有特定軌道，所以電子只具有特定能量，產生特定允許能階圖。電子在允許軌道上部發射電磁能，但電子從一個軌道躍遷到另一個軌道上時，發射或吸收的能量為兩軌道允許能量的差值，而這正與所觀察到的原子光譜一致。
雖然波耳模型提供了一種有用的形象化模型，但近代原子理論還是採用量子力學而向前發展。電子具有波動性，因此波耳軌道模型可以解釋為一種要求，以適合繞核電子波的總波數。原子中的電子較好地被表示為標以特定量子數組合的電荷分布，而不是在圓軌道上的點狀粒子。量子數的每種可能的組合對應到一個階級，雖然不完全能被立即佔據 。波耳的理論能部份地解釋原子光譜，而現代量子理論則能明確地詳細計算光譜。
基態原子的電子的量子數，嚴格地確定了原子在週期表上的位置；而電子結構則確定与其它原子形成化學鍵的類型。氫原子的特性可以非常精確的計算，但對於較複雜的原子，預期特性的問題就變的非常困難。光譜學與原子間的碰撞被用於檢測對能階何其他特性所做的預測。原子物理的直接技術應用包括雷射和原子鐘。

## 与核物理学的区别和联系
由于“原子”（atomic）和“核”（nuclear）在英语中常常作为同义词使用，很多人把“原子物理学”这一概念和核能或者核武器联系在一起。然而，物理学家将原子物理学同研究原子核内的核子相互作用，以及研究改变、融合、分拆核子的核反应的核物理学区别开来：原子物理学主要研究原子中电子云的行为，以及其在核子的总自旋，电荷作用下产生的效应。

## 研究論題
一些前沿的研究論題為：:vii
- 使用激光光譜學的技術來測量μ-氫原子的蘭姆位移，物理學者發現，質子的尺寸小於先前測量結果，這個質子半徑之謎意味著，超精準的量子電動力學是否可能有瑕疵。
- 在未來對於反氫原子進行精密光譜學測量時，是否能夠探測到物質與反物質的微小差別？
- 應用原子鐘的精準計時能力，物理學者正在做實驗測量基礎常數是否會緩慢地改變。